# キジルガハ石窟

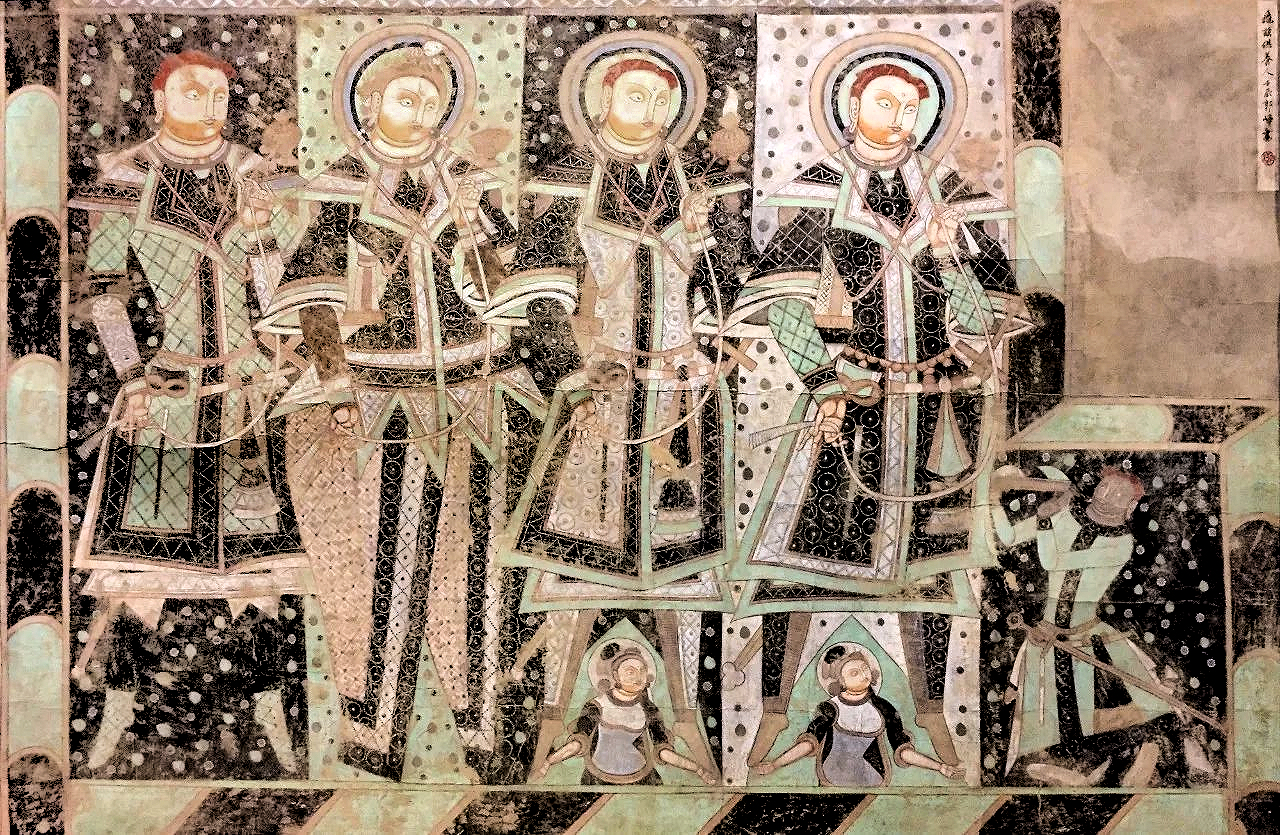
「トカラ人の朝見」（Tocharian clothing）：キジルガハ石窟・第14窟

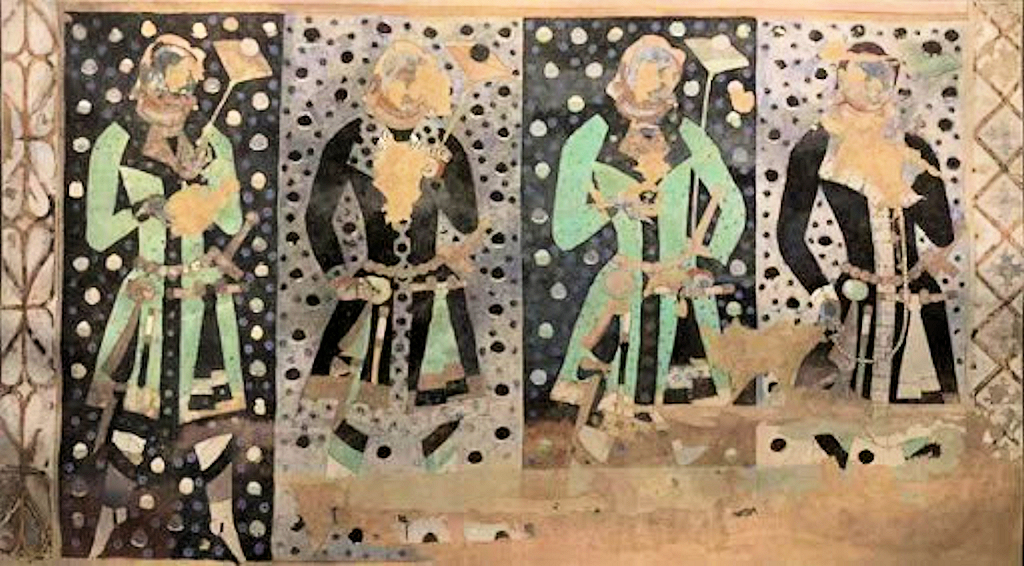
「同上」：第30窟

キジルガハ石窟（キジルガハせっくつ、英語: Kizilgaha caves）またはクズルガハ石窟（中国語: 克孜尔尕哈石窟から）はキジルガハ千仏洞とも呼ばれ、中国新疆ウイグル自治区タリム盆地北部のクチャ地区にある仏教の石窟遺跡である。壁画は紀元5世紀にさかのぼる。
クチャ地区には、アアイ石窟、キジル石窟、クムトラ石窟、シムシム石窟、スバシ故城などがある。

## 烽火台跡

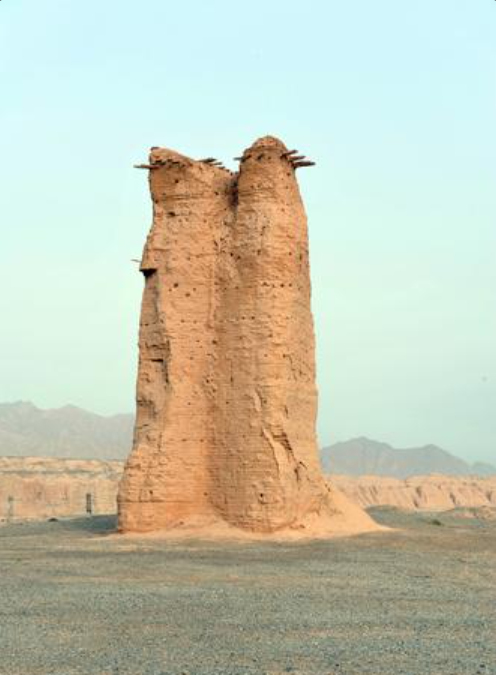
キジルガハの烽火台跡（前漢）

キジルガハ石窟近くに、前漢時代のものといわれる烽火台跡が残っている。

## 交通
G217国道（独庫公路）の東側にあり、現在はG3012吐和高速道路（トゥルファン～クチャ～ホータン）が交差する予定の所の近くにある。

## 参照項目
- 新疆ウイグル自治区などの遺跡